# (1012) Sarema
(1012) Sarema és un asteroide que forma part del cinturó d'asteroides i va ser descobert per Karl Wilhelm Reinmuth el 12 de gener de 1924 des de l'observatori de Heidelberg-Königstuhl, Alemanya.
Es va designar inicialment com 1924 PM. Més tard va ser anomenat per Sarema, un personatge de les obres de l'escriptor rus Aleksandr Puixkin (1799-1837).
Orbita a una distància mitjana del Sol de 2,479 ua, podent acostar-se fins a 2,144 ua i allunyar-se fins a 2,815 ua. Té una inclinació orbital de 4,033° i una excentricitat de 0,1352. Empra 1426 dies a completar una òrbita al voltant del Sol.